# La Villeneuve-en-Chevrie
La Villeneuve-en-Chevrie ist eine französische Gemeinde mit 662 Einwohnern (Stand: 1. Januar 2022) im Département Yvelines in der Region Île-de-France. Sie gehört zum Arrondissement Mantes-la-Jolie und zum Kanton Bonnières-sur-Seine. Die Einwohner nennen sich Villeneuvois.

## Geografie
La Villeneuve-en-Chevrie liegt etwa 50 Kilometer westnordwestlich von Paris im Tal der Seine. La Villeneuve-en-Chevrie wird umgeben von den Nachbargemeinden Blaru im Norden und Nordwesten, Notre-Dame-de-la-Mer im Norden, Bonnières-sur-Seine im Osten, Rosny-sur-Seine im Südosten, Lommoye im Südwesten sowie Chaufour-lès-Bonnières im Westen. 
Durch die Gemeinde führen die Autoroute A13 sowie die (frühere) Route nationale 13. 

## Bevölkerungsentwicklung
| 1962                       | 1968 | 1975 | 1982 | 1990 | 1999 | 2006 | 2012 |
| -------------------------- | ---- | ---- | ---- | ---- | ---- | ---- | ---- |
| 282                        | 270  | 357  | 407  | 505  | 534  | 555  | 577  |
| Quellen: Cassini und INSEE |      |      |      |      |      |      |      |

## Sehenswürdigkeiten
- Kirche Saint-Nicolas aus dem 15. Jahrhundert, Monument historique seit 1908
- Alte Windmühle aus dem 18. Jahrhundert
- Schloss La Gâtine aus dem 19. Jahrhundert